# Agulles de Santa Àgueda
Les Agulles de Santa Àgueda són una alineació de cims muntanyencs situats a la serra del mateix nom als municipis de Benicàssim i Cabanes (la Plana Alta, País Valencià). Forma part del Parc Natural del Desert de les Palmes.
Es tracta de cinc cims enllaçats i alineats en direcció Nord-Est. Tenen forma piramidal amb cims punxeguts i vessants llisos de gresos triàsics de color roig i rosat.
És un indret d'especial atenció al Catàleg de Paisatges de Rellevància Regional, del Pla d'Acció Territorial d'Infraestructura Verda i Paisatge de la Comunitat Valenciana, pel seus boscos de surera i el seu alt valor geològic. El nom d'Agulles de Santa Àgueda prové pel seu relleu tan escarpat i en honor de Santa Àgueda patrona de Benicàssim. Des dels seus cims es gaudeixen de bones panoràmiques.
Les característiques geològiques de l'indret faciliten el creixement d'espècies vegetals d'interès que han requerit de la protecció específica de la Microrreserva de flora de les Agulles de Santa Àgueda amb una superfície de 5,563 ha.
Al vessant nord-oest de les Agulles de Santa Àgueda encara existeixen xicotets boscos aïllats d'alzina surera, la reducció d'estos boscos ha estat causada per les transformacions agrícoles del sòl, el carboneig, la creació de terrenys de pastura i els incendis forestals. Els matollars més representatius són el romer, el timó, l'argelaga, el bruc, l'albada, les estepes blanca i negra i espècies endèmiques rares o amenaçades protegides per la figura de microrreserva de flora.
L'any 1985 va haver un gran incendi que va afectar la superfície i les copes dels arbres; l'any 2017 a la falda de les agulles afectant 500 m2 de matollars i pinada. L'any 2018 un xicotet incendi es va produir a la zona forestal a la base de les Agulles, controlant-se uns 40 minuts més tard.